# Chapelle des nonnes
La chapelle des nonnes (en finnois : Nunnakappeli) est un bâtiment religieux achevé au XVe siècle pendant la période catholique dans le château de Turku en Finlande.

## Présentation
Aujourd'hui, l'espace connu sous le nom de Chapelle des nonnes a été construit au tournant des XIVe et XVe siècles.
Sa voûte est considérée comme la première voûte en étoile construite en Finlande, on estime que la voûte est achevée au début du XVe siècle.
Selon Carl Jacob Gardberg, qui a étudié l'histoire du château de Turku, la pièce a été construite directement en tant que chapelle, le directeur de longue date du musée régional de Turku, Knut Drake considère qu'elle a d'abord servi d'espace de fête. 
Dans une publication de 1885, la salle est qualifiée d'ancienne église des moines (suédois : "den forna Munck Kyrckan").
Cependant, le nom actuel de la salle fait référence à Catherine Jagellon, l'épouse d'origine polonaise de Jean III.
Elle est arrivée de Pologne au château de Turku la veille de Noël 1562 et en est partie à la fin de l'été de l'année suivante, lorsque Jean a été capturé et emmené en Suède,
De religion catholique, Catherine Jagellon était la fille du roi de Pologne et apportait avec elle une magnifique dot, ses courtisans et ses propres prêtres catholiques. 
La chapelle des nonnes servait de lieu de prière à Catherine. 
Catherine avait besoin d'un permis spécial pour pratiquer sa religion, car la réforme religieuse avait commencé en Suède 35 ans plus tôt.
La chapelle des nonnes se trouve dans l'étage dit médiéval du château et a été restaurée dans son aspect médiéval, tout comme la salle royale médiévale située à proximité.
Un incendie qui a fait rage dans le château s'est produit dans les années 1360, lorsque les troupes d'Albert de Mecklembourg avaient assiégé le château pendant huit mois et avaient finalement réussi à y mettre le feu.
Entre autres, les voûtes de la salle royale médiévale, reconstruites au XVe siècle, se sont effondrées dans l'incendie.
La voûte en étoile du couvent a été démolie dans les années 1790.
Lors de la dégradation du château, les planchers intermédiaires en bois pourrirent également et furent finalement démolis. 
La destruction a été achevée par le bombardement de la guerre de Continuation en 1941, lorsque tout le château principal a brûlé à l'exception des murs en pierre.
Les réparations du château de Turku ont commencé après la guerre de Continuation en 1946. 
La voûte du couvent a été reconstruite à l'hiver 1951–1952. 
Les travaux ont été réussis, la voûte ressemble à une voûte médiévale en brique. 
Le pilier de l'étage intermédiaire du couvent ne supporte plus les voûtes, qui sont suspendues aux structures au-dessus.
En raison de la réussite de la reconstruction des voûtes du couvent, les voûtes de la salle royale médiévale ont également été renouvelées. 
Là aussi, la voûte réalisée dans les années 1950 ne fonctionne pas comme les structures en briques médiévales d'origine.
Les nouvelles voûtes ne pouvaient pas être soutenues par les faibles murs extérieurs, de sorte que les piliers de la salle ont été renforcés en fabriquant à l'intérieur des piliers en béton armé qui s'étendent à travers les couches jusqu'au rocher, sur lequel repose la voûte.
La Sainte Messe catholique a été célébrée au couvent au moins une fois dans les années 1960, selon le magazine Fides de l'Église catholique de Finlande.